# Jaryna Czornohuz
Jaryna Jarosławiwna Czornohuz (ukr. Ярина Ярославівна Чорногуз, ur. 18 maja 1995 w Kijowie) – ukraińska poetka.

## Życiorys
Wnuczka pisarza Olega, córka Jarosława Czornohuza. Ukończyła filologię i literaturoznawstwo na Uniwersytecie Narodowym „Akademia Kijowsko-Mohylańska”. W 2019 roku rozpoczęła służbę w armii jako wolontariuszka medycznego ochotniczego batalionu „Hospitaljery”, a od 2020 roku sanitariuszka 140. samodzielnego batalionu rozpoznawczego piechoty morskiej Sił Zbrojnych Ukrainy. W 2022 roku służyła w Donbasie. Brała udział w walkach pod Popasną, Mariupolem i Bachmutem.

## Twórczość
Debiutowała w 2020 roku tomikiem  Як вигинається воєнне коло. W 2023 roku wydała tomik [dasein: оборона присутності] i otrzymała nominację do Nagrody im. Tarasa Szewczenki.
Tłumaczenia na język polski:
- Owoce wojny Tłum. Bohdan Zadura Sejny 2023[5]
- Koło wojny tłum. Anna Kamińska Brzeg 2024

## Nagrody i odznaczenia
- 2022: Medal „Za uratowanie życia”[6]
- 2023: finalistka Nagrody literackiej im. Josepha Conrada-Korzeniowskiego[7]
- 2023: Medal „Za wojskową służbę Ukrainie”[8]
- 2024: Narodowa Nagroda im. Tarasa Szewczenki[9]